# Алар, Пьер
Пьер Алар (фр. Pierre Alard; 17 сентября 1937, Бордо — 13 января 2019, Люсон) — французский легкоатлет, специалист по метанию диска. Выступал за сборную Франции по лёгкой атлетике в 1950-х и 1960-х годах, многократный победитель первенств национального значения, рекордсмен страны, участник двух летних Олимпийских игр.

## Биография
Пьер Алар родился 17 сентября 1937 года в городе Бордо департамента Жиронда, Франция.
Занимался лёгкой атлетикой в местном одноимённом клубе «Бордо».
Впервые заявил о себе на взрослом международном уровне в сезоне 1956 года, когда вошёл в основной состав французской национальной сборной и благодаря череде удачных выступлений удостоился права защищать честь страны на летних Олимпийских играх в Мельбурне. В программе метания диска показал результат 46,18 метра, чего оказалось недостаточно для попадания в финальную стадию соревнований.
В 1958 году выступил на чемпионате Европы в Стокгольме, где с результатом 45,94 метра закрыл двадцатку сильнейших квалификационного этапа.
Находясь в числе лидеров легкоатлетической команды Франции, благополучно прошёл отбор на Олимпийские игры 1960 года в Риме — на сей раз метнул диск 51,02 метра, занял 26 место в квалификации и снова не смог выйти в финал.
После римской Олимпиады Алар ещё в течение некоторого времени оставался в составе французской национальной сборной и продолжал принимать участие в крупнейших международных стартах. Так, в 1962 году он выступил на чемпионате Европы в Белграде, где с результатом 49,96 метра расположился в квалификационном протоколе на 21 строке.
В течение своей длительной спортивной карьеры в 1955—1970 годах Пьер Алар в общей сложности 11 раз становился чемпионом Франции в метании диска, восемь раз обновлял национальный рекорд Франции в данной дисциплине, в частности наилучший свой результат показал в сезоне 1969 года, когда метнул диск на 56,29 метра. В 1960-х годах совместно с толкателем ядра Пьером Кольнаром, копьеметателем Мишелем Макке и метателем молота Ги Юссоном сформировал так называемый «Квартет мушкетеров французского метания».
Впоследствии в течение многих лет работал тренером по лёгкой атлетике, передавал опыт начинающим французским спортсменам.
Умер 13 января 2019 года в коммуне Люсон в возрасте 81 года.